# مرد ژانویه
مرد ژانویه (به انگلیسی: The January Man) فیلمی محصول سال ۱۹۸۹ و به کارگردانی پت اوکانر است. در این فیلم بازیگرانی همچون کوین کلاین، سوزان ساراندون، مری الیزابت ماسترانتونیو، هاروی کایتل، دنی آیلو، راد استایگر، آلن ریکمن و فی گرانت ایفای نقش کرده‌اند.